# Museo nazionale di antropologia

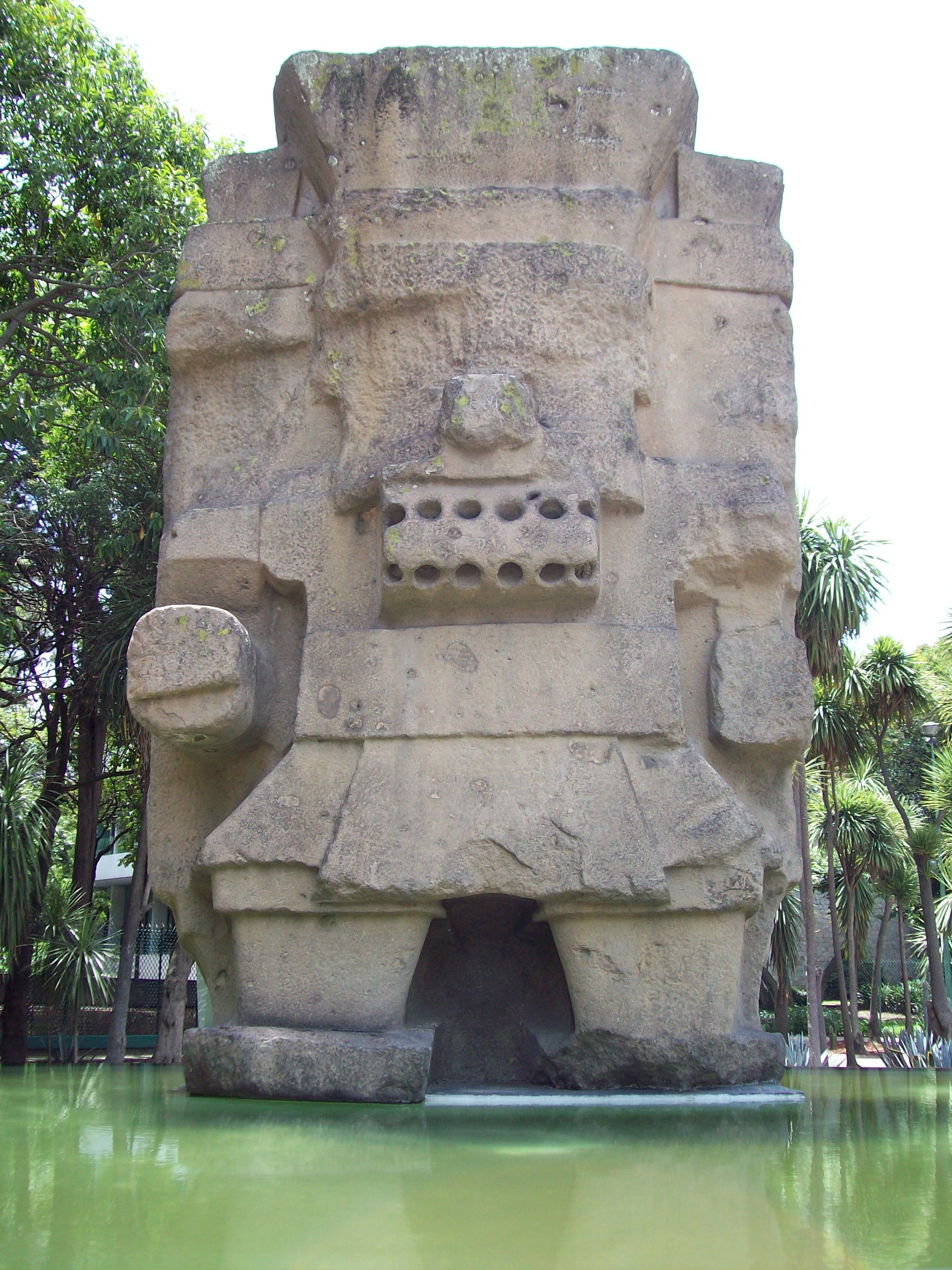
Statua di Tlaloc in Messico.

Il Museo nazionale di antropologia è il museo più importante del Messico. È situato nel bosco di Chapultepec all'interno di Città del Messico.
Il museo vanta di 44000 m² coperti, distribuiti in più di 20 sale, e 35700 m² di aree esterne, incluso il cortile centrale, la piazza d'accesso e alcune parti unite intorno al museo. In tutti questi spazi si trova la maggiore collezione del mondo di arte precolombiana delle culture Maya, Azteca, Olmeca, teotihuacana, Tolteca, Zapoteca e Mixteca, tra gli altri popoli che occupavano il vastissimo territorio del Messico al piano superiore si può ammirare una vasta esposizione di reperti dei popoli indigeni del giorno d'oggi.
Come elemento di identificazione del museo all'entrata è posto sopra una fontana un monolite di origine teotihuacano, che la tradizione popolare identifica con una rappresentazione di Tlaloc, dio dell'acqua, in ogni caso la statua non reca nessuna iscrizione che ne confermi l'identificazione. Il monolite e il museo si trovano sul Paseo de la Reforma.

## Storia
Alla fine del XVIII secolo i documenti che formavano la collezione di Lorenzo Boturini furono depositati per ordine del viceré Bucareli nella Reale e pontificia università del Messico. Li trovarono collocazione anche alcune sculture tra cui anche il calendario azteco. Da qui ebbe inizio la tradizione museale messicana.
Il 25 agosto 1790 fu inaugurato il primo museo di Storia naturale, curato dal botanico Jose Longinos Martinez e fu in questo ambiente che crebbe l'idea di costruire una racconta di antichità con la finalità di proteggere i monumenti storici.
A partire dal XIX secolo il Messico venne visitato da illustri uomini di scienza che diffusero il valore artistico e storico dei monumenti precolombiani, riuscendo così nel 1825 attraverso il decreto del presidente della repubblica Guadalupe Victoria a fondare il Museo nazionale messicano. Nel 1865 l'imperatore Massimiliano d'Asburgo ordinò di far traslocare il museo nell'edificio di via della moneta n°13 dove in precedenza era ubicata la zecca.
Il Museo ricevette nel 1910 il nome di Museo nazionale di archeologia, storia ed etnografia. Nel 1924 il museo contava 52 000 oggetti e aveva ricevuto più di 250 000 visitatori, venne allora considerato uno dei musei più interessanti del mondo.
Il 13 dicembre 1940 attraverso un decreto presidenziale le collezioni del museo di storia furono spostate al castello di Chapultepec, e il museo cambiò il suo nome nell'attuale Museo nazionale di antropologia.
La costruzione dell'attuale museo iniziò nel febbraio del 1963. Il progetto fu coordinato dall'architetto Pedro Ramirez Vazquez assistito dagli architetti Ragael Mijares e Jorge Campuzano. La costruzione del progetto durò 19 Mesi e il 17 settembre 1964 fu inaugurato dal presidente Adolfo López Mateos.

## Funzioni del museo
Gli obiettivi del museo sono:
- diffusione della cultura precolombiana e dei popoli indigeni attuali tra la popolazione nazionale e internazionale, attraverso l'esposizione dei pezzi e dei reperti archeologici ed etnografici;
- diffusione in forma accessibile di tutto ciò che è relativo all'antropologia in Messico, attraverso esibizioni conferenze e visite guidate;
- conservazione, catalogazione e restauro delle collezioni archeologiche ed etnografiche che si trovano nel paese;
- arricchimento culturale del Messico attraverso la ricerca la pubblicazione e la diffusione di differenti studi.

## Altre immagini

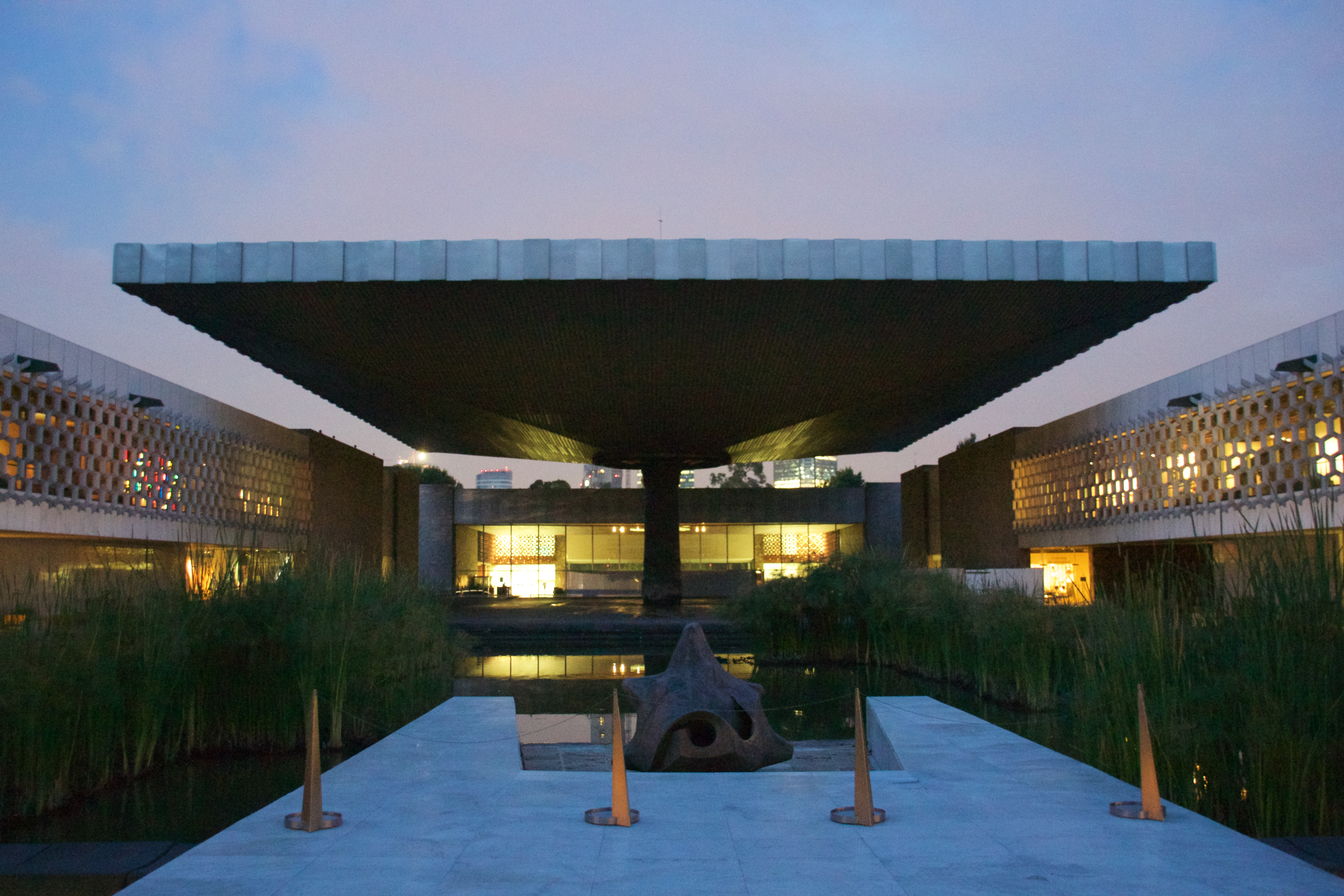
Cortile centrale
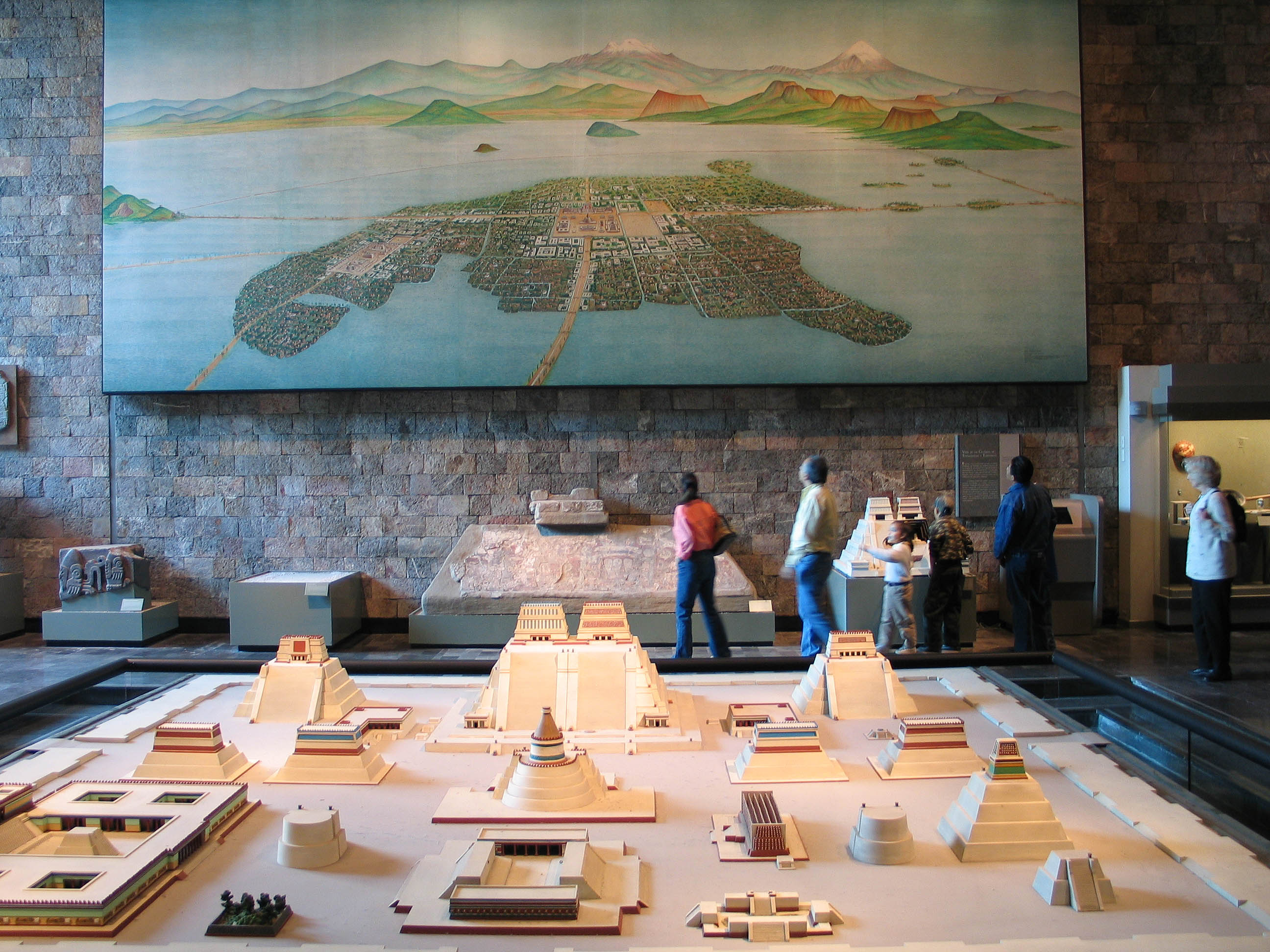
Plastico ricostruttivo de Tenochtitlán
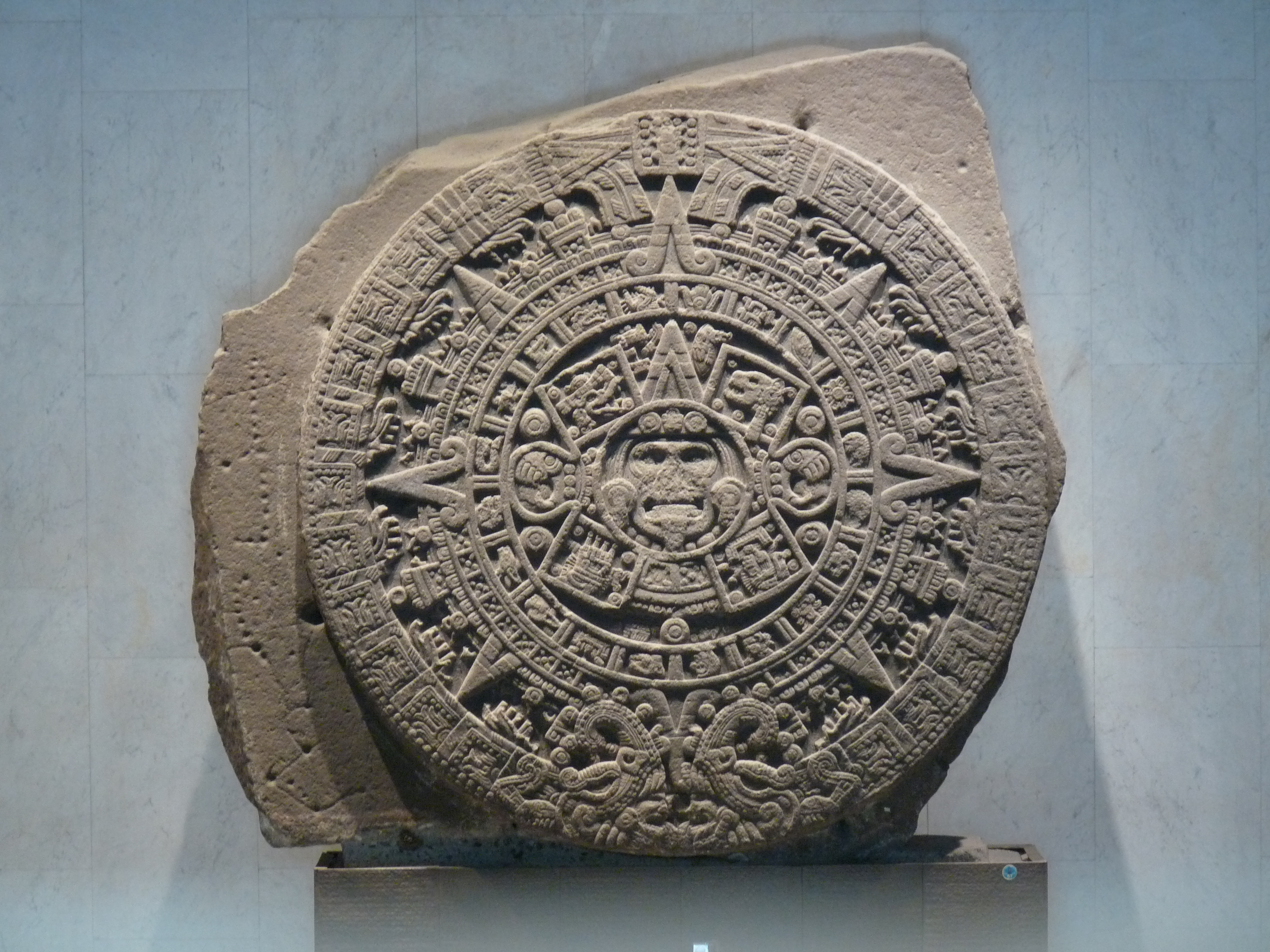
Piedra del Sol
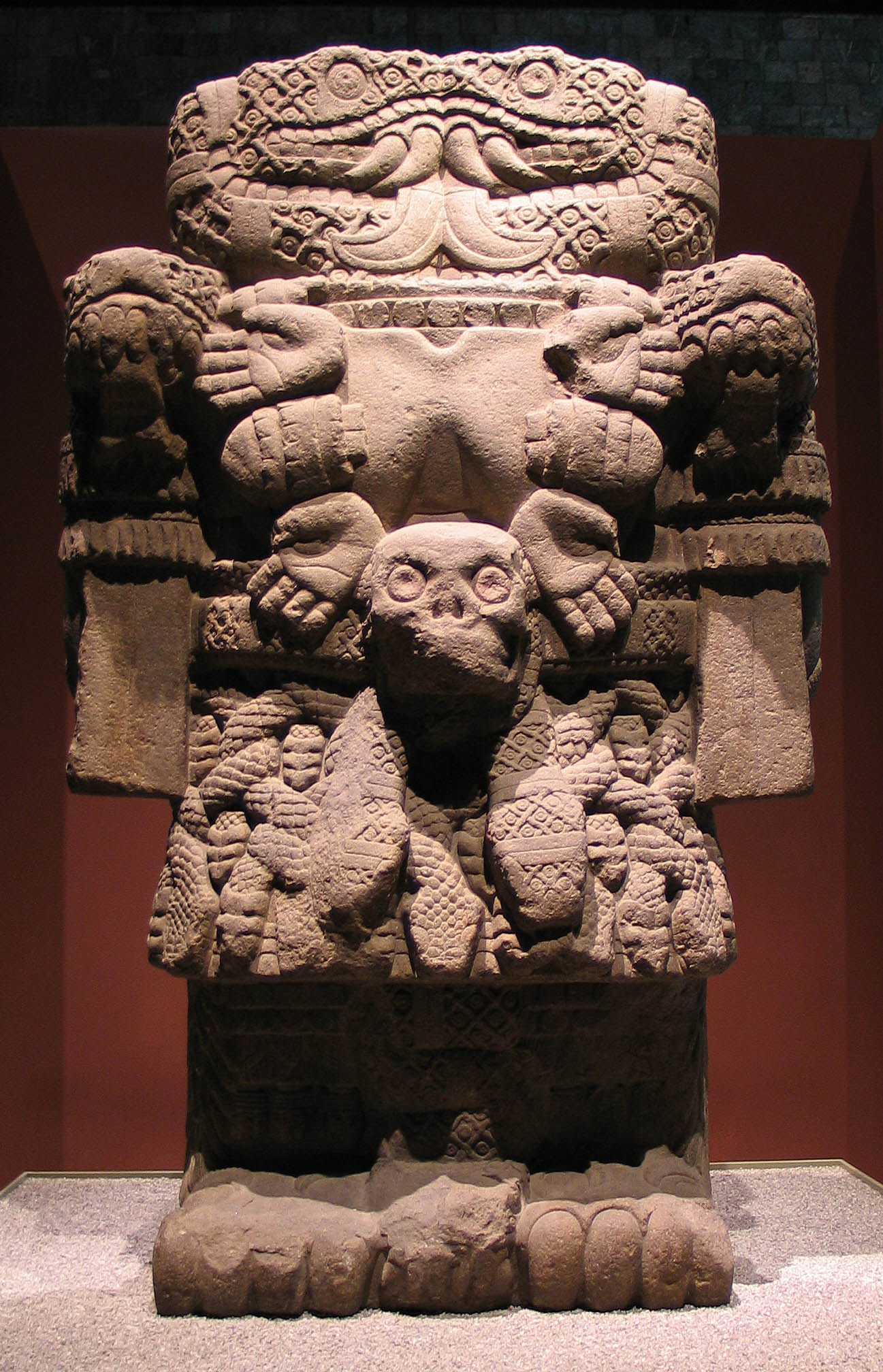
Statua della dea azteca Coatlicue
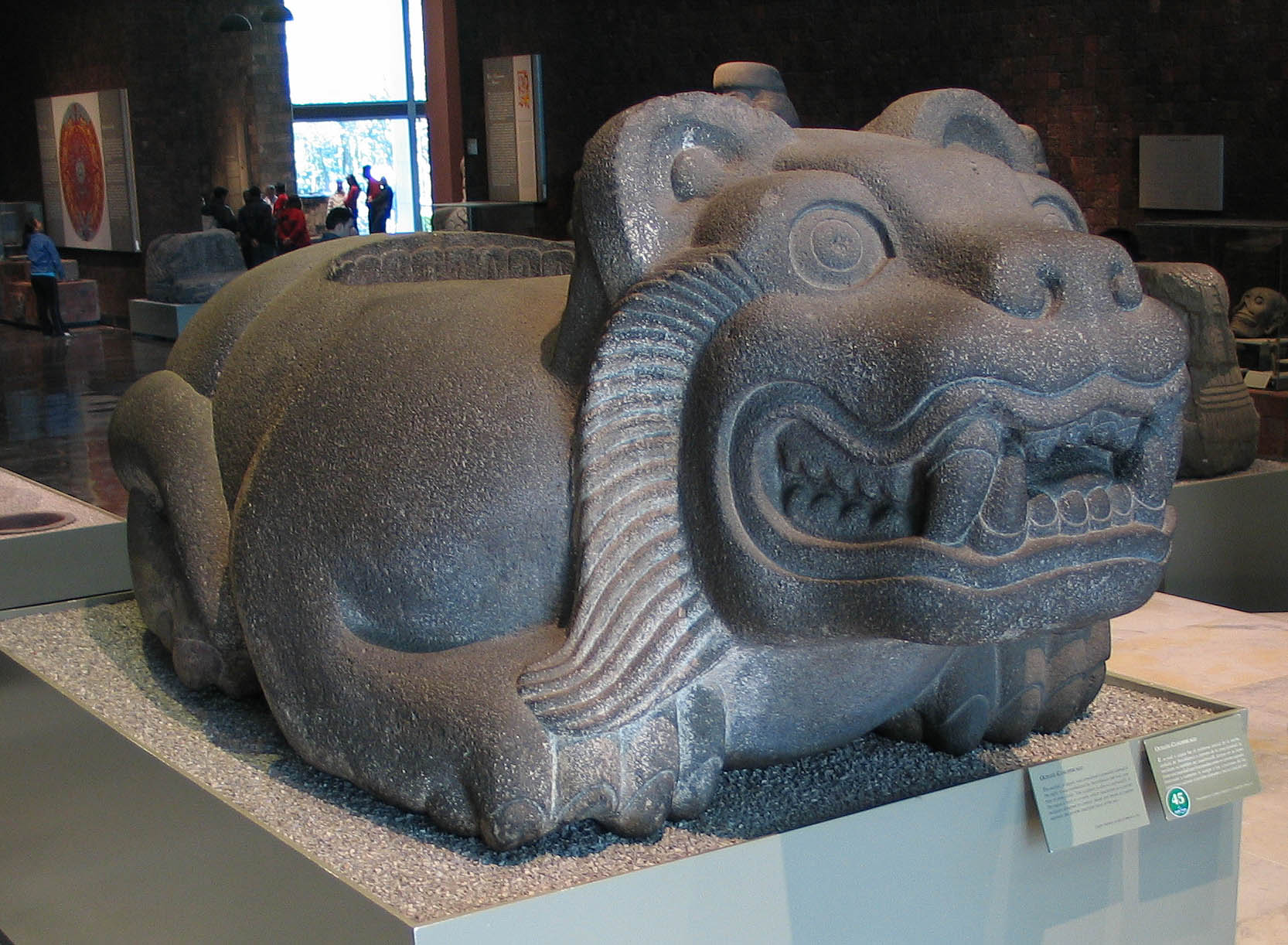
Ocelotl-Cuauhxicalli
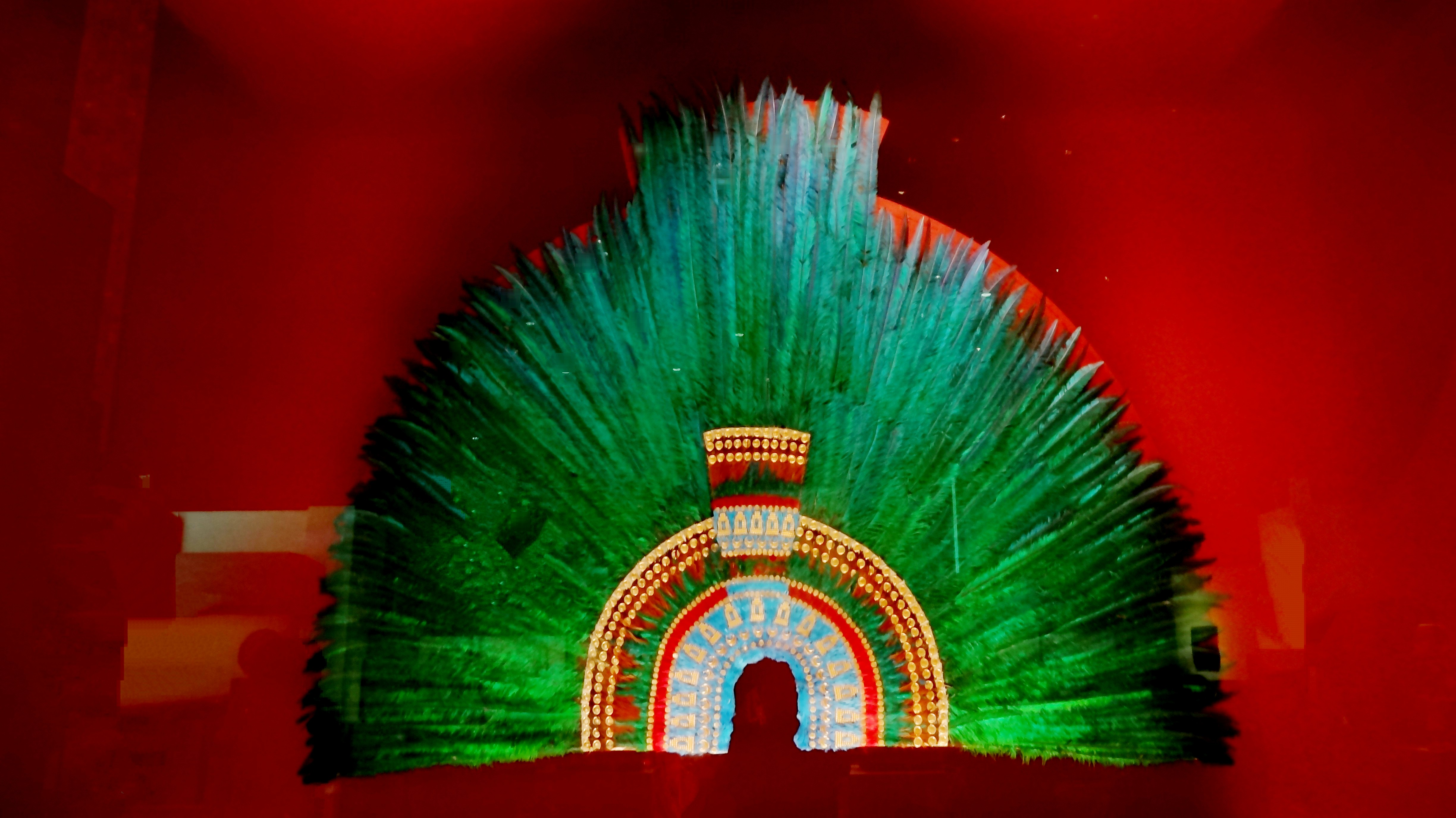
Il copricapo di Moctezuma
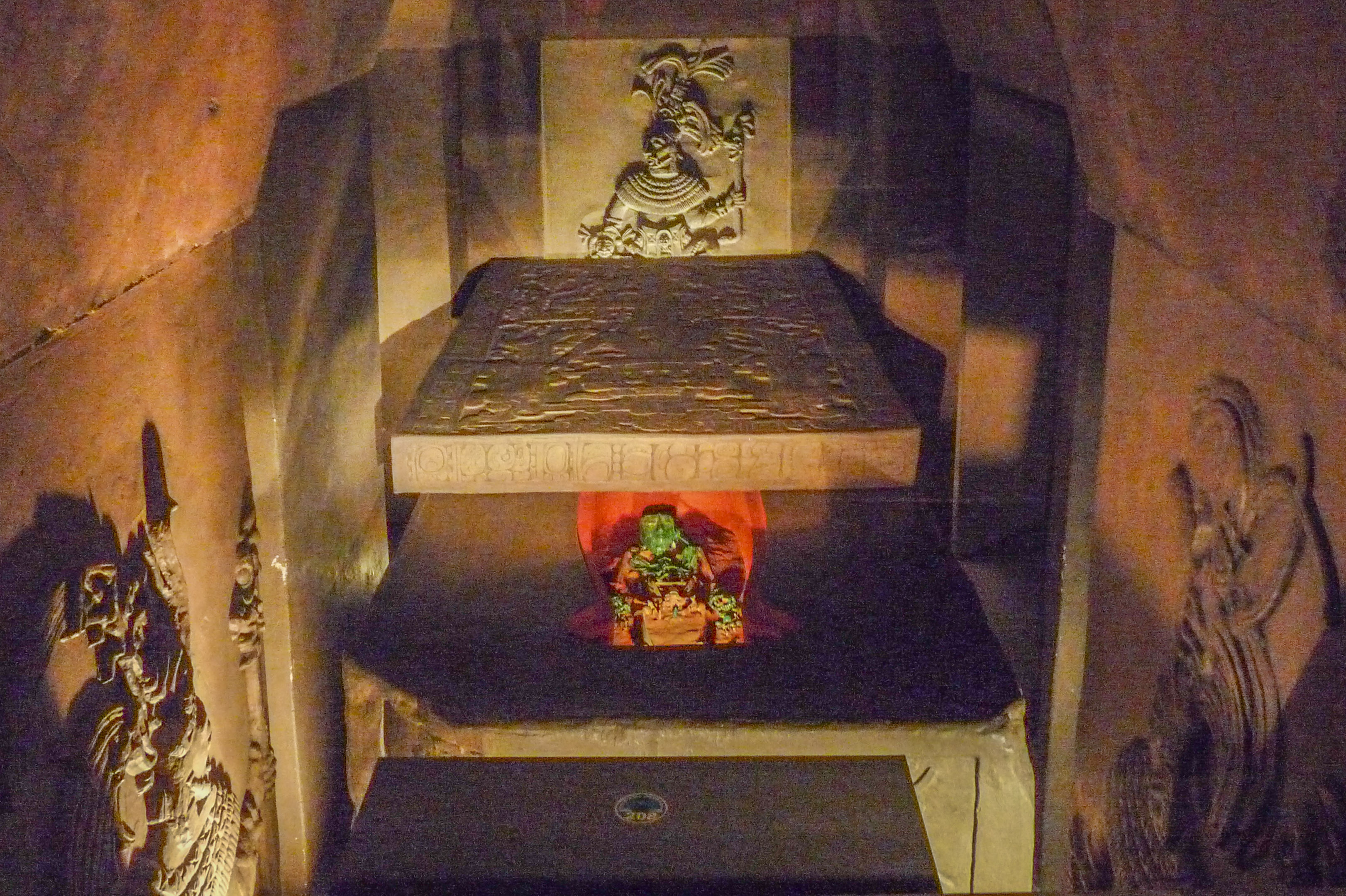
Riproduzione della tomba del sovrano di Palenque, K'inich Janaab' Pakal
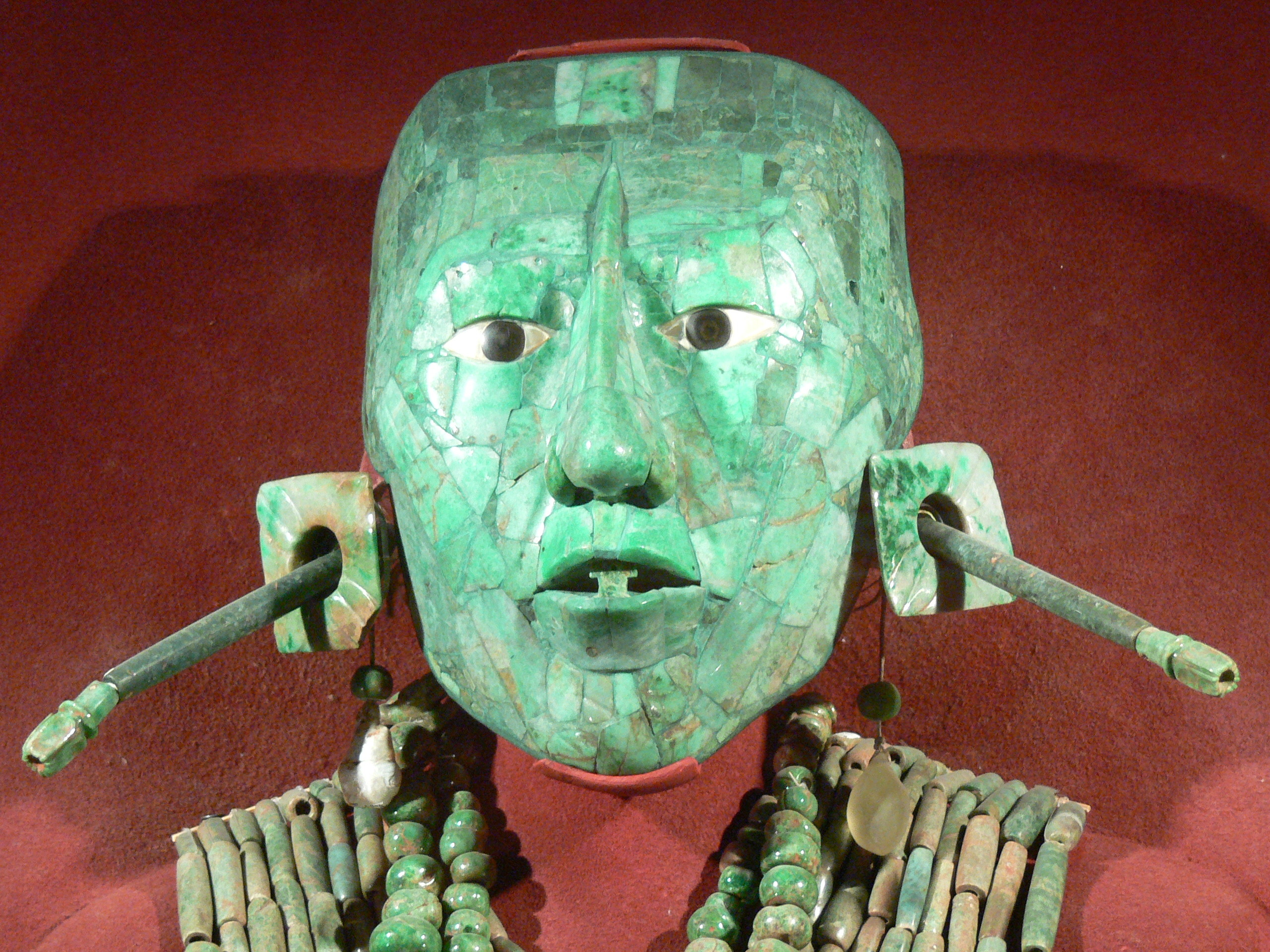
Maschera da Pakal
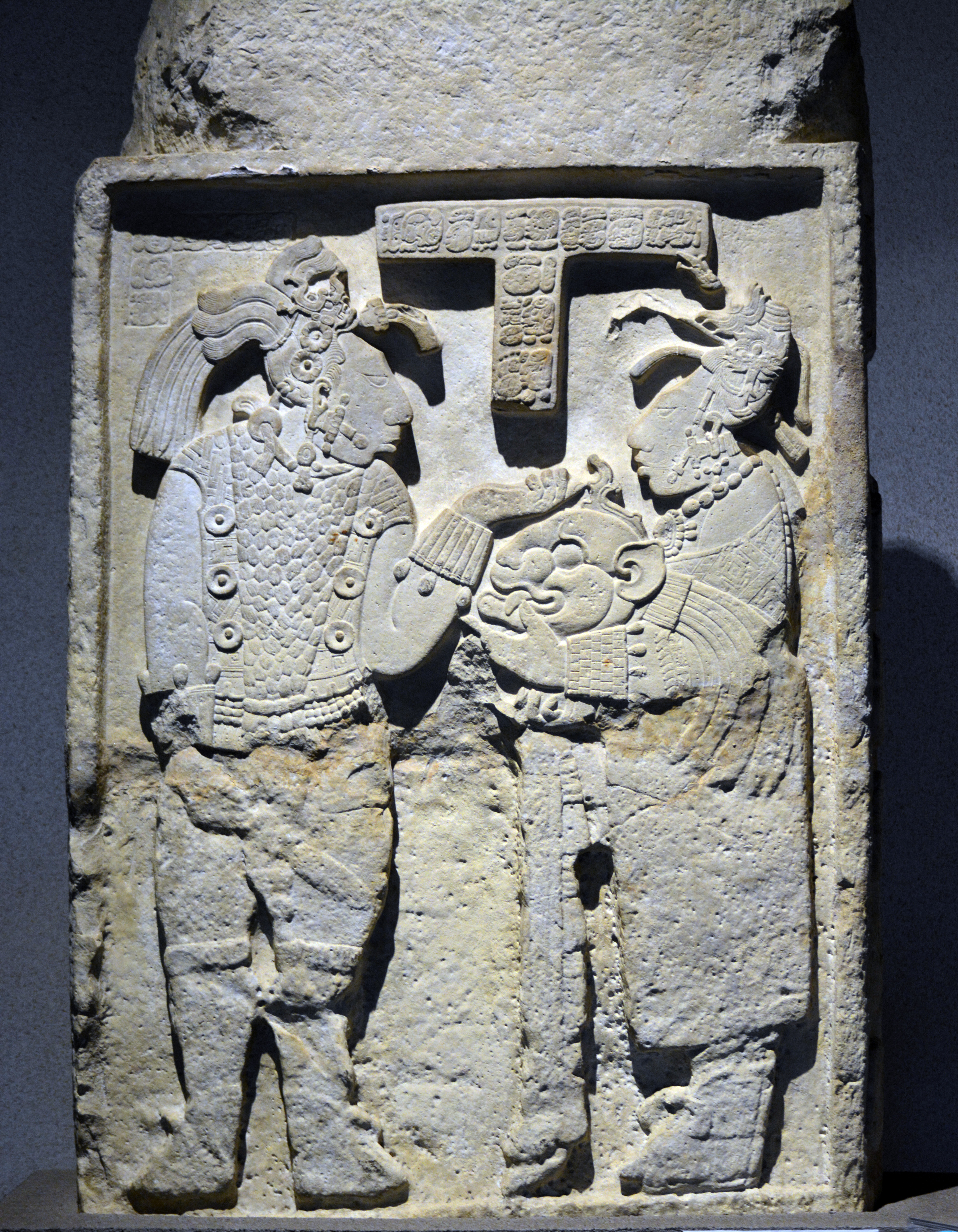
Reperto 26, da Yaxchilán
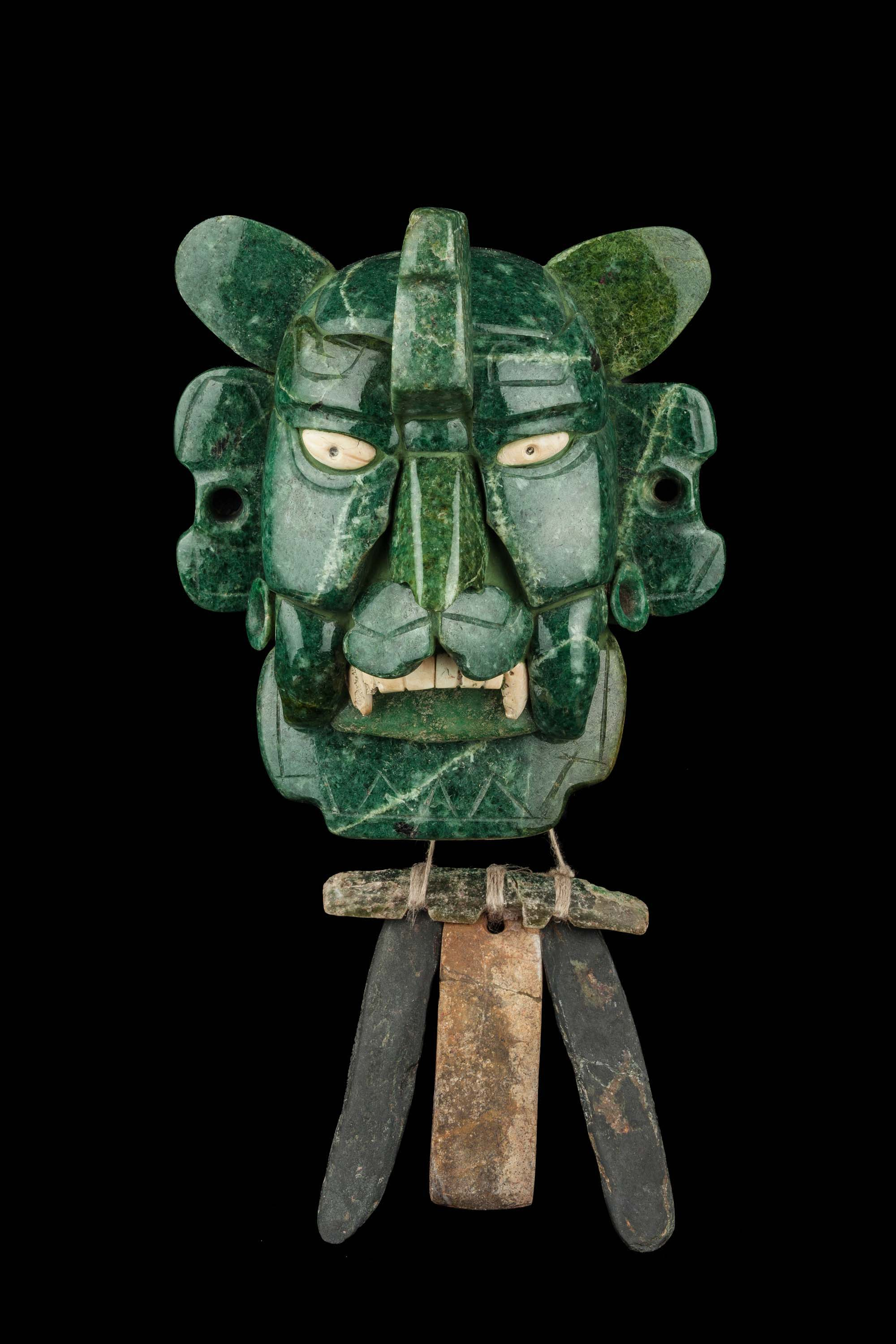
Maschera zapoteco del Dio pipistrello
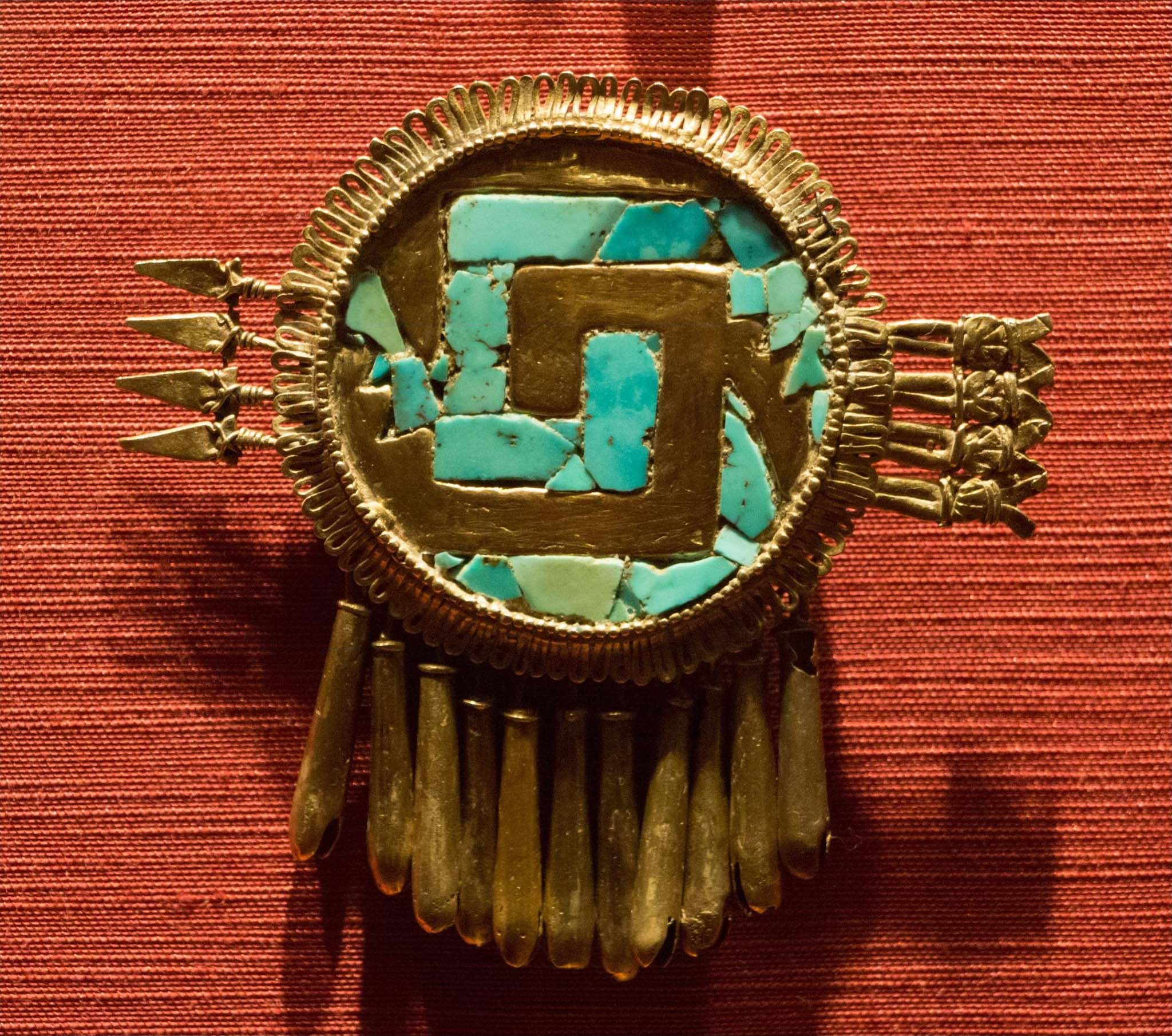
Mixteco pettorale, stemma di Yanhuitlán
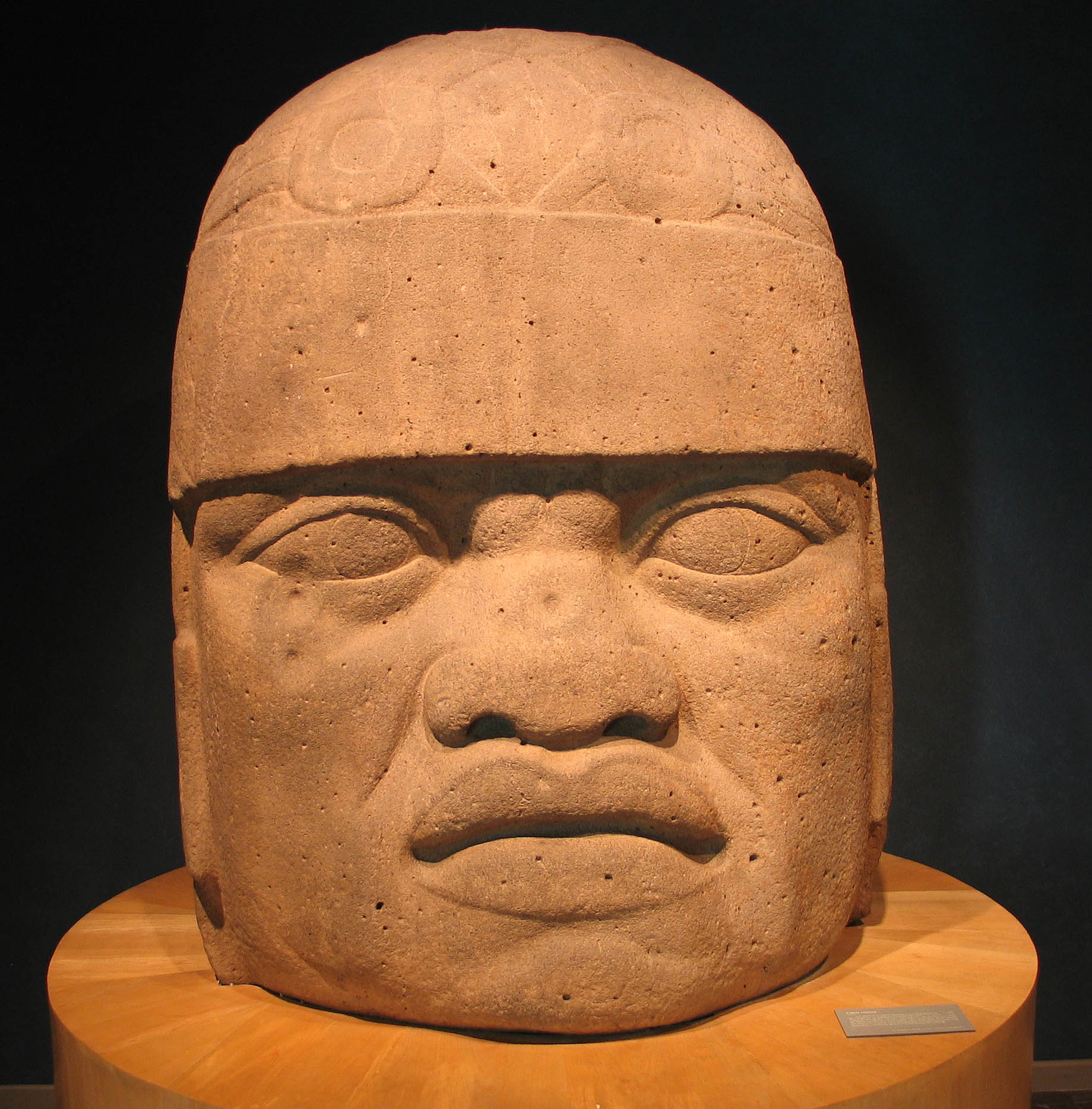
Testa olmeca
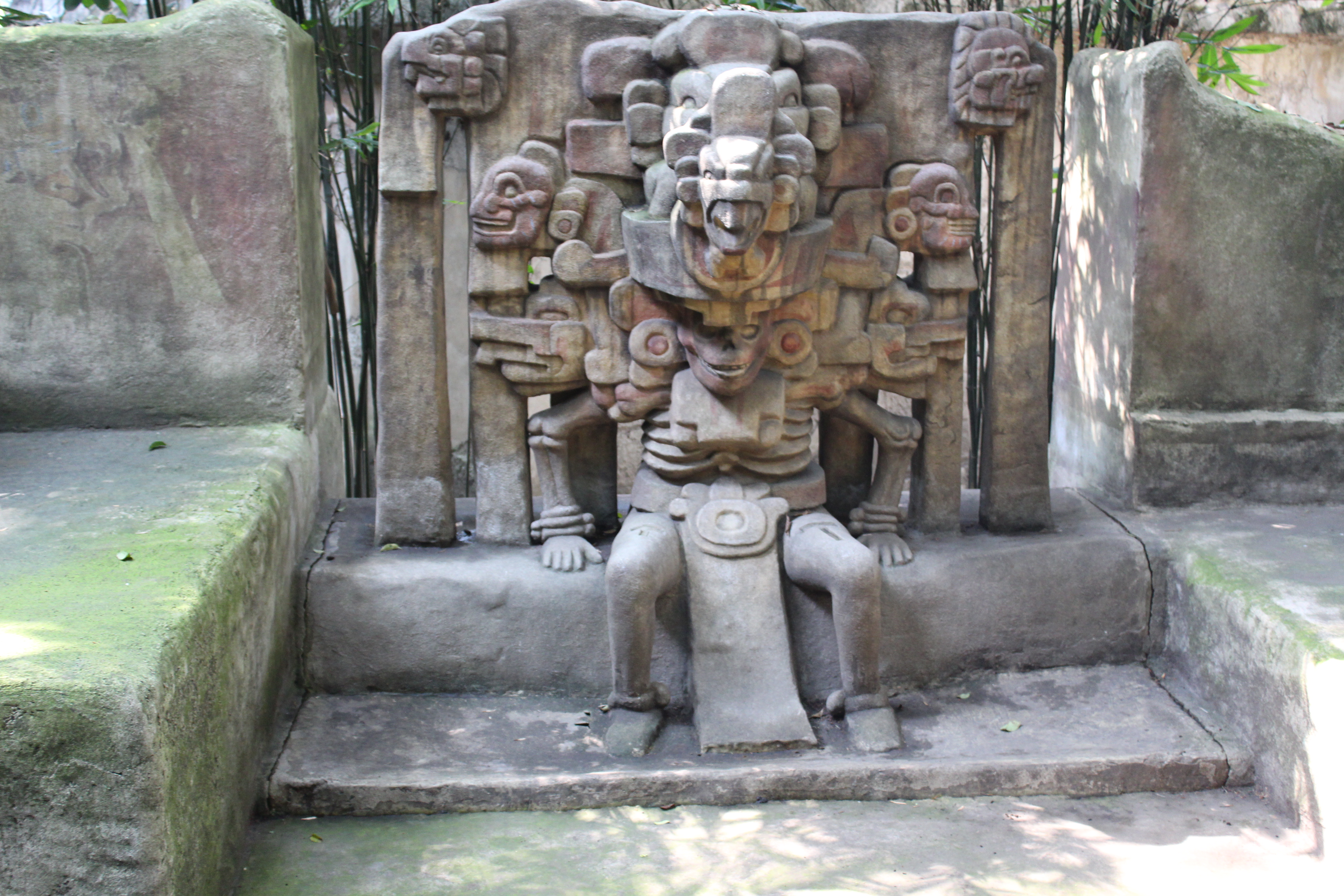
Scultura di Mictlantecuhtli